# Горобинові ночі
«Горобинові ночі» («Рябиновые ночи») — радянський художній фільм 1984 року, знятий режисером Віктором Кобзєвим на Свердловській кіностудії.

## Сюжет
У селі Мартьямово залишилися лише старі та молода родина Баранових. Тетяна, господиня будинку, не побажала залишати рідні місця, а її чоловік Саня, коли дізнався, що село офіційно оголосили неперспективним, зрадів і мріяв про міське життя. Тетяна вирішила не утримувати Саню та надала йому повну свободу.

## У ролях
- Олена Мельникова — Таня Базанова (Тетяна)
- Євген Леонов-Гладишев — Саньок (Саня)
- Наталія Кем — Алла
- Лев Борисов — Степан Андрійович Базанов, батько
- Марія Виноградова — баба Маня
- Дмитро Орловський — дід Філіп
- Людмила Шевель — Тома (Томка), продавчиня в музичному магазині
- Майя Булгакова — Марія Яківна, голова
- Борис Бачурін — Едуард Сокольський, артист цирку, номер на мотоциклі
- Сергій Волкош — Павло
- Людмила Денисенкова — епізод
- П. Юшина — епізод
- Анатолій Дьяченко — епізод
- Сергій Баталов — сільський хлопець у гостях у Базанових
- Н. Бичіна — епізод
- Олександр Кічігін — епізод
- А. Жжонов — епізод
- Алла Татарикова-Карпенко — епізод
- Андрій Анкудінов — журналіст
- Максим Онуфрійчук — епізод
- Н. Гусєви — місцевий житель
- А. Гусєви — місцевий житель
- Н. Безрукова — місцева жителька
- Т. Суєтіна — місцева жителька
- Н. Круглова — місцева жителька

## Знімальна група
- Режисер — Віктор Кобзєв
- Сценаристка — Ірина Васильєва
- Оператор — Віктор Осенніков
- Художник — Валерій Кукенков